# الدوري الشمالي لكرة القدم 1925–26
الدوري الشمالي لكرة القدم 1925–26 (بالإنجليزية: 1925–26 Northern Football League)‏ هو موسم من الدوري الشمالي لكرة القدم ‏. فاز فيه نادي ويلينجتون.